# Honda Insight

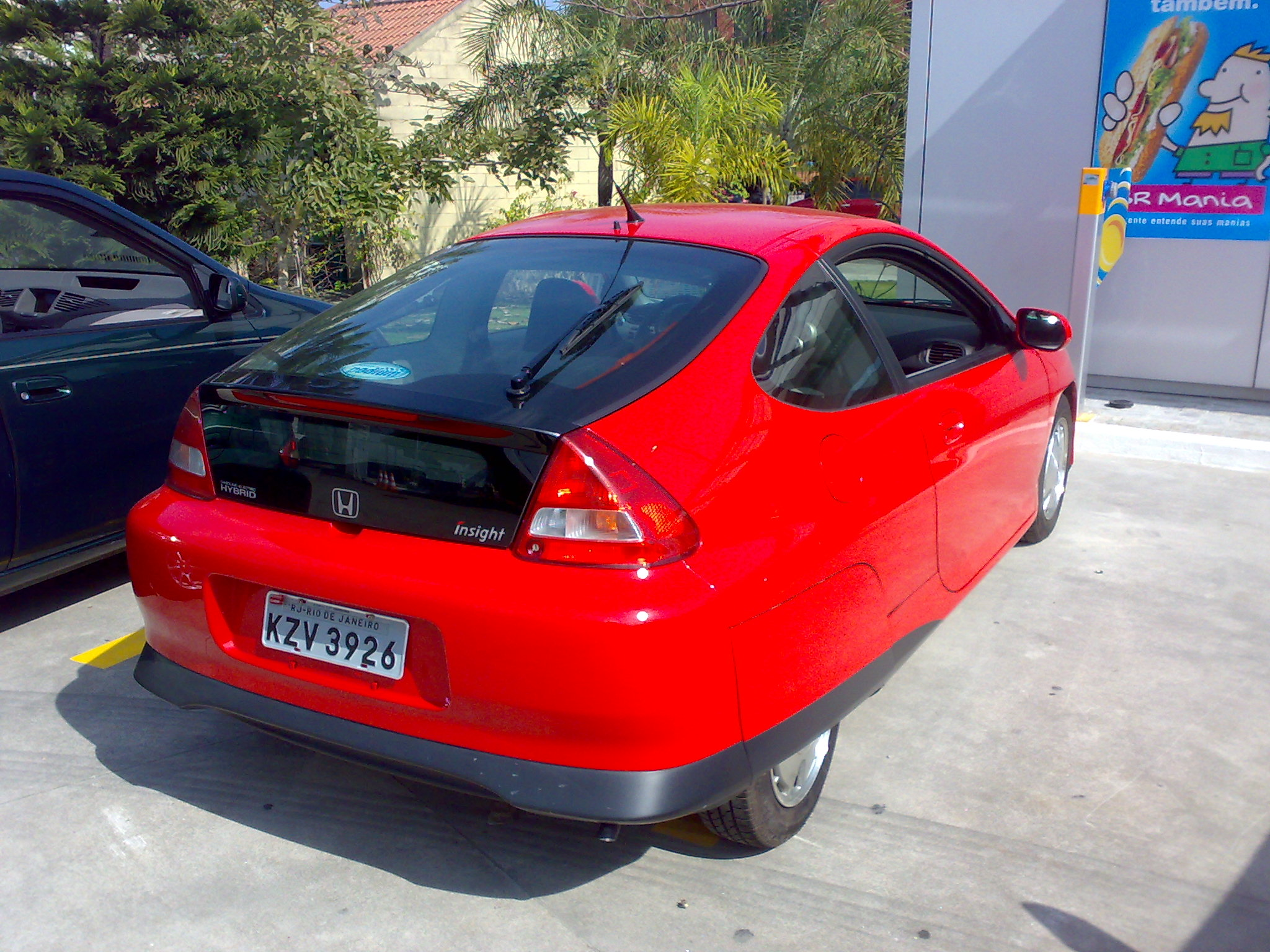
Honda Insight de primeira geração no Eletroposto da Petrobras no Rio de Janeiro.

O Honda Insight é um automóvel híbrido de dois lugares produzido pela Honda. Este foi o primeiro veículo híbrido da Honda produzido em larga escala vendido nos Estados Unidos, sendo comercializado pela primeira vez no ano de 1999 (no Japão, contudo, a primeira geração do Toyota Prius tinha já sido lançada em 1997). De acordo com a EPA, a variante de 5 velocidades do Insight é o carro com o menor consumo de combustível produzido em larga escala para venda nos Estados Unidos. O Insight é requer também para si o mérito de ser um dos veículos mais ecológicos, respeitando a norma ULEV na sua variante de 5 velocidades e a SULEV na sua variante CVT (transmissão continuamente variável automática). Esta diferença deve-se essencialmente às técnicas utilizadas pela versão de caixa manual que permitem uma maior eficiência na utilização, bem como menores emissões de Monóxido de carbono (CO).
O Insight usa a primeira geração do IMA (Integrated Motor Assist), esta tecnologia híbrida da Honda foi utilizada mais tarde, numa versão melhorada no Honda Civic IMA, esta nova versão é entre outras características muito mais pequena que a geração anterior, ocupando menos espaço no habitáculo. O Insight possui um pequeno motor de 3 cilindros, bem como um motor eléctrico. Por detrás  dos lugares do condutor e do passageiro situam-se as baterias NiMH de 144 V. O modo de funcionamento do sistema híbrido auxilia o motor térmico quando necessitamos de performance extra, mas funciona como gerador de energia para as baterias quando travamos, sendo esta designada por travagem regenerativa. Um controlo proveniente do computador do Insight gere a potência vinda do motor de combustão interna bem como a que provém do motor eléctrico. Na versão de caixa automática este gere também o controlo de mudanças mais otimizado. No habitáculo há ainda um computador de bordo que nos mostra em tempo real todas as informações úteis acerca do estado das baterias bem como a potência debitada pelo motor eléctrico, sendo que este possa ter dois estados fundamentais o de assistência ao motor térmico ou a função de gerador para recarregar as baterias.
O motor a combustão propícia 67 cv a 5.700 rpm, na mesma rotação o motor elétrico adiciona apenas 6 cv, por outro lado, a rotações menores (3.000 rpm), nas quais o motor a combustão propícia menor potência, o elétrico adiciona 13 cv ao sistema.
Ao contrário do Toyota Prius, que possui uma caixa específica deste mesmo modelo, o Insight original possui uma convencional transmissão manual. Só no modelo de 2001, a transmissão CVT passou a estar disponível. A CVT é semelhante à utilizada no Honda Civic IMA. Contudo este modelo não possui a característica de funcionar em modo totalmente eléctrico, ao contrário de Prius que consegue realizar 50 km em modo totalmente eléctrico. Uma característica partilhada por ambos os híbridos é a possibilidade de automaticamente o motor térmico se desligar quando o veículo se encontra parado (e reiniciar o seu movimento). Pois este possui um sistema em média (10 kW) mais potente do que a maioria dos sistemas de arranque de veículos térmicos convencionais, o motor eléctrico deste pequeno híbrido consegue colocar de forma quase instantânea em funcionamento o motor térmico.
O Insight é produzido na fábrica da Honda localizada em Suzuka no Japão, onde também são produzidos o Acura NSX e o Honda S2000. O chassi do Insight e do NSX são ambos em alumínio, enquanto o S2000 possui um chassi em aço. Actualmente as vendas deste pequeno híbrido são muito reduzidas, mas o fabricante tem focado mais o seu interesse neste modelo como montra tecnológica do que como um veículo de grandes vendas. Até 2004, 2 mil destes modelos foram vendidos por ano nos Estados Unidos, mas só 5 unidades foram vendidas em novembro de 2004. Talvez este fosse um prenúncio do fim do Insight.
Na edição de 2003 do Tokyo Auto Show, a Honda mostrou ao mundo o protótipo Honda IMAS, este modelo caracteriza-se pelos incríveis baixos consumos e pelo seu baixo peso, tendo um chassi de alumínio e de fibra de carbono, sendo este apontado como o futuro sucessor do projecto iniciado pelo Insight.
Em maio de 2006, a Honda anunciou que a produção do Insight será interrompida em Setembro deste mesmo ano. De acordo com o site do fabricante , este será mais tarde substituído por um novo híbrido, sendo que este novo modelo será mais compacto que o Civic.
Formidávelmente, o Insight não foi o único veículo de consumo reduzido lançado e produzido em larga escala nos EUA, existiu também o KR200, um veículo de 3 rodas semelhante ao Corbin Sparrow e com o tamanho de um Commuter Cars Tango.

## Aparecimentos
No filme Be Cool, o actor principal John Travolta recebeu da companhia de aluguel um Insight em vez do seu pedido, um Cadillac. Quando este questionou a companhia acerca do sucedido, o empregado respondeu "O que temos aqui é simplesmente o Cadillac dos híbridos".

## Méritos
O motor do Insight ganhou em 2000 o prémio internacional do motor do ano, e continuou vencendo o prémio de "Sub-1 liter" durante seis anos consecutivos. Este modelo venceu também o prémio de Carro Americano do ano 2001.